# Введенський Микола Євгенович
Микола Євгенович Введенський (нар. 28 (16) квітня 1852, Кочкове, Вологодська губернія, Російська імперія — 16 вересня 1922, Кочкове, Вологодська губернія, РРФСР) — російський фізіолог, учень Івана Сєченова, один із засновників фізіологічної школи в Російській імперії. Досліджував фізіологію нервово-м'язового препарату.

## Біографія

### Родина
Микола Введенський народився у родині сільського священика Євгена Миколайовича Введенського і Аполлінарії Арсенієвни Кратирової. Батько з 27 січня 1850 року був священиком Кочковської Леонтіївської церкви. Він заснував церковно-приходську школу, в якій сам викладав. Неодноразово нагороджувався керівництвом єпархії. У 1871–1889 роках був депутатом училищного з'їзду. Мати була донькою священика, народилася 1822 року. Окрім Миколи в родині були його брат Вячеслав (1855), Олександр (1858), Костянтин (1861), Анна (1865), Катерина (1873).

### Навчання
Навчався у сільській школі. Батько готував Миколу до сану священика, тому 1862 року відправив його до Вологодського духовного училища. У 1868 році Введенський поступив до Вологодської духовної семінарії, яку закінчив 1872 року. Але після семінарії Микола відмовився продовжувати церковну кар'єру, а поступив на природниче відділення фізико-математичного факультету Санкт-Петербурзького університету.
1874 року Введенського було заарештовано за участь у народницьких гуртках. Його судили в рамках «процесу 193-х», він перебував 3 роки в тюрмі під слідством. Але після процесу його було виправдано та дозволено повернутися до університету, який він закінчив 1879 року.

### Закордонні відрядження
У 1881–1882, 1884 и 1887 роках Введенський працював у лабораторіях Німеччини, Австрії, Швейцарії.

### Життя в Петербурзі
У 1889 році балотувався в професори фізіології Петербурзького університету разом з Олександром Данилевським та Іваном Павловим. Професори проголосували проти Данилевського, а Павлова Введенський переміг з різницею в один голос.
З 1889 року до смерті очолював кафедру фізіології Петербурзького університету.

### Народна освіта
У 1890 організував бібліотеку для селян рідного села. У 1906 році за його допомогою було відкрито 3 селянські школи у Кочкові. Останні роки часто навідувався на батьківщину.
У 1920-21 роках читав у Пскові серію науково-популярних лекцій на народних курсах.

## Наукова робота
Досліджував відповідь тканин організму на подразники. Розробив учення про парабіоз. Вивчав збудження та гальмування. Вперше застосував телефонічне вислуховування електричних сигналів у нерві та м'язі. Брав участь у фізіологічних з'їздах у Льєжі, Парижі, Турині, Будапешті, Відні.

## Пам'ять
- На могилі Миколи Введенського стоїть обеліск з барельєфом науковця.[7]
- На будинку Введенського в селі Іванищево розміщено меморіальну дошку.[8]
- У 2015 році в селі Шуйське, до якого адміністративно належить територія села Іванищево, було встановлено погруддя Введенського.[9]